# Klášter Volkenroda
Volkenroda (německy Kloster Volkenroda) je bývalé cisterciácké opatství v dnešní obci Körner v zemském okrese Unstrut-Hainich, v německé spolkové zemi Durynsko.

## Historie

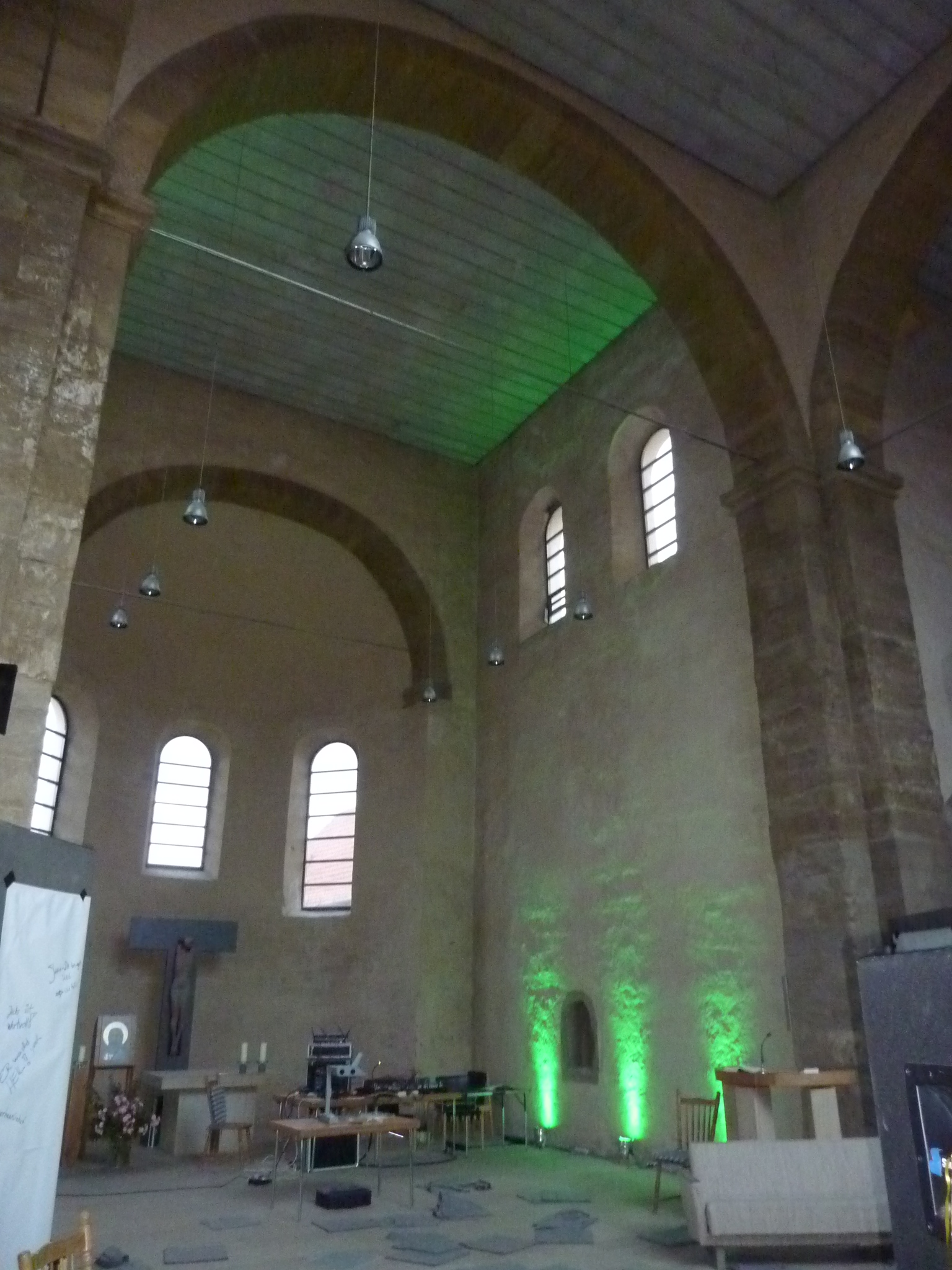
Interiér kostela

Klášter byl založen v roce 1131, jako dceřiná fundace kláštera Kamp (Altenkamp), přestože až do roku 1250 nebyl vysvěcený. Byl aktivním centrem cisterciácké expanze a kolonizace. Mezi jeho dceřiné fundace patří klášter Valdsasy (1133), Reifenstein (1162), Locum (1163) a Dobrilugk (1165).
V průběhu německé selské války v roce 1525 byl klášter prakticky zničen a ačkoli byl ve velmi krátkém čase obnoven, v roce 1540 byl konvent rozpuštěn.
Zbytky klášterních budov byly využívány především k zemědělským účelům. Konventní chrám byl přeměněn na protestantský kostel a takto sloužil až do roku 1968, kdy byl kvůli dezolátnímu stavu uzavřen.

### Rekonstrukce

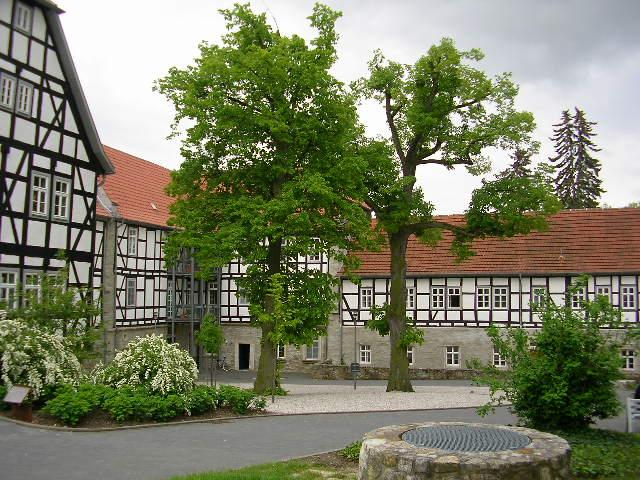
Klášter Volkenroda (2005)

Po zániku NDR vznikla v roce 1993 skupina aktivistů jménem "Wiederaufbau Kloster Volkenroda e. V.", usilující o obnovu kláštera. V roce 1994 převzalo správu nad klášterními budovami uskupení Jesus Brudeschaft (Ježíšovo bratrstvo) z obce Hünfelden-Gnadental v Hesensku a založilo zde komunitu.
V roce 1996 byl klášter Volkenroda zapsán jako Chráněná lokalita kulturního dědictví evropského významu. V klášterních budovách vzniklo vzdělávací centrum evropské mládeže.